# Store Vi
Store Vi (dansk) eller Großenwiehe (tysk) er en landsby og kommune beliggende cirka 12 km sydvest for Flensborg i Sydslesvig. Administrativt hører kommunen under Kreis Slesvig-Flensborg i den tyske delstat Slesvig-Holsten. Kommunen samarbejder på administrativt plan med andre kommuner i omegnen i Skovlund kommunefællesskab (Amt Schafflund). Til kommunen hører Loftlund (jysk Lowtlunj) , Kærhus (ældre dansk Kjærhuse, ty. Kjaerhus), Nørre Vi  (Nordwiehe), Okslund (Oxlund, jysk Åvslund), Skovbøl (Schobüll, jysk Skofel), Skovbølhus (Schobüllhus, jysk Skofelhuus), Store Vi og Vilund (Wiehelund). Landsbyen er sogneby i Store Vi Sogn. Sognet lå i Vis Herred (Flensborg Amt, Sønderjylland), da området tilhørte Danmark.

## Geografi
Landsbyen er beliggende vest for Flensborg på den slesvigske midtslette (gesten). Området er meget fladt og består af sandede lette hedejorder og tidligere store moseområder. Der er flere vandløb såsom Lindå (Linnau), Rolkbæk (afledt af plantenavnet røllike, Rollau), Vibæk (Wiehebek) og Østerbæk (Osterbeck) som grænseå mellem Skovbøl og Skovbølhuse.
Ved kirkevejen fra Lille Vi fandtes en grænsesten mellem Lille og Store Vi (Gråsten), som efter sagnet skal være kastet af en kæmpe fra Hanved Skov. I to rækker er der 9 skålformede huller, der tydes som fingermærker.

## Etymologi
Store Vi er første gang nævnt 1462 (lib. cens.). Stednavnet henføres til glda. wighæ savrende til oldn. vīgi i betydning skanse eller forsvarsvold. Måske står stednavnet i forbindelse med en øst for landsbyen beliggende sandklit, som måske tidligere er blevet anvendt som forsvarsvold. Navnet kan også være afledt af oldn. vē for et offersted (sml. stednavne som Viby eller Viborg) eller af viði for en i skoven beliggende by. Det sydøstlige hjørne af Store Vi bymark kaldes for Rævegab. Med under kommunen hører også bl.a. Kærhus, Loftlund og Okslund. Kærhus betegnede hyrdehuset ved Okslund og gik senere over til at benævne selve stedet. Loftlund er første gang nævnt 1499 (SJsSJb). Navnet henføres til loft (glda. loft, oldn. lopt), her anvendt om materialet til et sådant loft. Navnet kan herefter været betegnelse for selve skoven, hvis træer anvendtes til lofter. Okslund er første gang nævnt 1543. Stednavnet er afledt af dyrenavnet okse. Indbyggerne kaldtes for Oksbøllinger (på -bøl).

## Historie
Store Vi kommune blev dannet i 1970 ved sammenlægning af Skovbøl (Schobüll), Skovbølhus (Schobüllhus) og Store Vi med Loftlund, Kærhus (på ældre dansk også Kjærhuse , ty. Kjaerhus), Nørre Vi (Nordwiehe), Okslund (Oxlund) og Vilund (Wiehelund).
Store Vi Kirke er bygget i årene mellem 1170 og 1190. Kirken nævnes i et lokalt folkesagn, som omhandler to kæmper, som var i færd med at bygge kirkerne i Medelby og Store Vi. Da de kun havde en hammer, kastede de den skiftevis til hinanden. Derved kom de til at beskadige kirken i nabobyen Valsbøl. Kirkesproget i sognet var blandet dansk-tysk, skolesproget var dansk i årene før krigen i 1864.
Thomas Balthazar von Jessen kom fra Store Vi.